# Кучумовичи
Кучу́мовичи (известны также как царевичи Сибирские и князья Сибирские) — многочисленные дети, внуки, племянники хана Кучума (كوچم‎) и таким образом чингизиды и шибаниды (шейбаниды). Когнатами являются Гиреи, так как происходят от Джучидов, через династию Торе, по женской линии. Кучумовичи попали в плен в ходе покорения Россией Сибирского ханства. В России были испомещены в Ярославле и Мещёре, именовались сибирскими царевичами. Многие отличились на воинской службе. Одна из царевен Сибирских была женой дяди Петра I, другая вышла замуж за сына грузинского царя.

## История
После решающей битвы на Чувашевом мысу сыновья Кучума были захвачены Ермаком и доставлены в Россию. В 1591 году сын Кучума, Абулхайр, первым из династии Сибирских ханов принял православие. Его примеру последовала и вся его семья, и это в конечном итоге позволило им ассимилироваться и пополнить российское дворянство. Его сын принял имя Василий Абулгарович, а внук — Роман Васильевич, что уже нельзя было отличить от обычного русского имени.
В 1686 году российский царь издал указ о внесении царей Имеретинских, царевичей Сибирских и князьей Касимовских в родословные книги русского дворянства. В 1718 году по указу Петра I сибирским царевичам было велено впредь именоваться князьями.
Жёны: Салтаным, Сюйдеджан, Яндевлет, Актулум, Ак-Сюйрюн, Шевлель, Кубул и Чепшан.
Дети
- Али бин Кучум — сибирский хан (1600—1607). В 1607 году попал в плен. В России именовался сибирским царём. Проживал в Ярославле. В 1641/42 году переселился в Касимов, где и умер.
- Алтанай бин Кучум — сибирский царевич, жил в Ярославле. Основатель рода князей Сибирских. Жена — дочь Мухаммеда-Кули.
- Абулхайр бин Кучум (ابوالخیر‎) (род. ок. 1575) — сибирский царевич, сын Кучума от восьмой жены Чепшан. Попал в плен в 1591 году. В 1600 году крестился, после крещения звался Андреем Кучумовичем. Упоминается в Москве и Владимире.
- Мухаммед-Кули (Магметкул) (ум. декабрь 1618) — сибирский царевич, полковой воевода, племянник хана Кучума, сын его брата Ата-Кули.

Внуки
- Култуган бин Али (ум. 2 октября 1623) — сибирский царевич, жил в Ярославле.
- Арслан бин Али (Араслан Алеевич, ارسلان‎) — касимовский хан. Был сыном сибирского хана Али и внуком хана Кучума. До воцарения именовался сибирским царевичем[3][4].
- Хансюер бин Али (род. 1594) — сибирский царевич. Был испомещён в Касимовском ханстве с поместным окладом 1050 четей и денежным — в 120 рублей. В 1613—15 годах служил под Смоленском с братом Янсюером и тремя дядьями, откуда отъехал в Литву, а оттуда — в Крым. Был схвачен русскими казаками в приазовских степях, и 25 марта 1630 года сослан в Соликамск, откуда в 1635 году перевёден в Устюг. В 1638 году был отпущен в Ярославль на поруки к отцу Али.
- Аблай-Гирей — совершил нападение на Уфу в 1635 году.

## Известные представители князей Сибирских
Происшедшее от Али и Абулхайра потомство не пресеклось, Пётр I присоединил его к дворцовым волостям, а Касимовских татар приписал к Воронежским строительным корабельным верфям.
В XVII в. Касимов разделяется на 3 одинаковые части: удел Касимовских ханов и Беков (Старая Татарская слобода (Казань)); Ямская слобода Казань(находилась в прямом подчинении Москвы, при участии потомков, татарских-дворянских родов были созданы, позже аналоги в Москве и других городах Р.И.), остальная часть города (в том числе  Марфина Слобода) управлялась Касимовским воеводой. В 1708 г., при разделении России на 8 губерний, Касимов отнесён был к Казанской губернии, в 1719 г. — к Шацкой провинции Азовской губернии, в 1778 г. сделан уездным городом Рязанского наместничества, в 1796 г. — уездным городом Рязанской губернии. Так как татар при Алексее Михайловиче насильно крестили, а у не крещённых отбирали вотчины и наделы, при Михаиле Романове род князей Сибирских пошёл от второго сына хана Кучума, царевича Алтаная. У него было два сына, именовавшиеся ещё царевичами: Дост-Салтан (по крещении Пётр) и Иш-Салтан (по крещении Алексей). Оба они, равно как их жёны и дети, погребены в Новоспасском монастыре в Москве, и им придан титул царевичей, который остался и за последующим поколением до конца XVII и начала XVIII века, а именно за детьми царевича Сибирского Алексея Алексеевича: Григорием, Василием и Дмитрием. Они стали последними из царевичей Сибирских.
В Боярской книге записаны князья Сибирские: стряпчий Богдан (1683-1692) и стольник Фёдор (1692) Калинниковы.
Потомки сибирских ханов не избежали ссылки на родину предков. Василий Алексеевич Сибирский, судя по всему, выступил на стороне царевича Алексея против Петра Первого. В 1718 году он был сослан в Архангельск. Вёл себя там совсем не смирно. Петру I жаловались на него: мол, стрелял по церковным крестам и в разговорах сетовал, что Сибирь не ему принадлежит. Его потомков Пётр лишил титула царевичей, но оставил им титул князей. Жена его Анна Семёновна Грушецкая (умерла в 1711 году) была сестрой Агафьи Семёновны Грушецкой — первой жены царя Фёдора Алексеевича.
Внук Василия Алексеевича, князь Василий Фёдорович Сибирский, достиг звания Генерала от инфантерии на службе у Екатерины Великой, но был отправлен в Сибирь её сыном Павлом I. При Александре I он вернулся в Санкт-Петербург и был назначен сенатором.
Его сын Александр Васильевич также был генералом, участником войны 1812 года. Отстранён от службы в Киеве в 1826 году, поскольку во время следствия по делу декабристов дал отличную характеристику служившему под его началом П. И. Пестелю. Умер в 1836 году и похоронен у церкви на Аскольдовой могиле.
Сын последнего, Александр Александрович Сибирский (1824—1879), также поступил на военную службу и участвовал в Крымской войне. Он получил известность как автор монографии о медалях и монетах Боспорского царства, которые он изучал в греческих колониях в Крыму и на Юге России. Весь тираж монографии погиб во время наводнения и сохранилось лишь три экземпляра. В 1859 году Александр Александрович Сибирский был удостоен за этот труд Демидовской премии. Собранная А. А. Сибирским коллекция древних монет после его смерти была передана великому князю Александру Михайловичу.

## Потомки хана Кучума
- 1. Кучум — Сибирский хан (1563—1598)  - Изображение Кучума из Ремезовской летописи

  - 2. Али — Сибирский хан (1598—1608)    - Сражение и поражение хана Али Сибирского

    - 3. Арслан хан — касимовский правитель (август 1614 — апрель 1626)
      - 4. Сеид-Бурхан
        - 5. Иван
          - 6. Касимовский Василий Иванович

        - 5. Василий
        - 5. Федор
        - 5. Михаил
        - 5. Яков
        - 5. Никифор
        - 5. Семен

    - 3. Хансюер
    - 3. Култуган

  - 2. Канай
  - 2. Шуак
    - 3. Девлет-Гирей — Сибирский хан (1662—1665)
      - 4. Ишим шуак — хан Каракалпаков
        - 5. Хасан
          - 6. Байболат Хасанов — "Карасакал", полулегендарная историческая личность, предводитель Башкирских восстаний 1735—1740 годов, в 1739 году принял титул Башкирского хана
            - 7. Урыскул
              - 8. Султан

          - 6. Есим Хасанов
            - 7. Шайбак — хан Каракалпаков
            - 7. Кайып султан — хан Каракалпаков
              - 8. Алтай Каипханов
              - 8. Вали Каипханов

            - 7. Быбыт султан
            - 7. Убетолла
              - 8. Шуна
              - 8. Абулхаир
              - 8. Бахтыгирей

      - 4. Ибак шуак
        - 5. Сучелей султан
        - 5. Кансуйер султан
        - 5. Кушик султан

      - 4. Асан

  - 2. Алтанай
    - 3. Дост-Салтан (по крещении Пётр)
    - 3. Иш-Салтан (по крещении Алексей)
      - 4. Григорий Алексеевич Сибирский
      - 4. Дмитрий Алексеевич Сибирский
      - 4. Василий Алексеевич Сибирский
        - 5. Яков Васильевич Сибирский — был женат на Анне Степановне, дочери Степана Глебова
        - 5. Сергей Васильевич Сибирский
        - 5. Фёдор Васильевич Сибирский
          - 6. князь Василий Федорович Сибирский (1745—1816) — достиг звания генерала пехоты на службе у Екатерины Великой, но был отправлен в Сибирь её сыном Павлом I. При Александре I он вернулся в Санкт-Петербург в качестве сенатора. Жена — Варвара Александровна Собакина (Сибирская)
            - 7. князь Сибирский, Александр Васильевич (1779—1836) — российский командир эпохи наполеоновских войн, генерал-лейтенант Русской императорской армии
              - 8. князь Сибирский, Александр Александрович (1824—1879) — археолог                - Портрет В. Ф. Сибирского
                - А. В. Сибирский
                - А. А. Сибирский

  - 2. Абдул-Хаир
    - 3. Василий Абулгарович
      - 4. Роман Васильевич Кучумов

  - 2. Азим
  - 2. Ишим — Сибирский хан (1616—1624)
    - 3. Аблай-Гирей — Сибирский хан (1628—1631)
      - 4. Кучук хан — правитель Каракалпаков (1667—1679)
        - 5. Мурат Султан — один из предводителей Башкирского восстания в 1704—1711 гг.
        - 5. Табурчак — назначен ханом Каракалпаков казахским Тауке ханом (?—1709?)
          - 6. Кайып хан 
            - 7. Хозей

        - 5. Чарлак-бей
        - 5. Талымхан
        - 5. Бошай султан — правитель Каракалпаков
          - 6. Тинекей султан?
            - 7. Жадигер торе — правил в Хиве (1783—1790), умер в 1812 г.
              - 8. Абулгазы V — правил в Хиве (1802—1805)
              - 8. Кутлубай (?-1801)
                - 9. Кожатай (?-1812)
                - 9. Артык (?-1812)

              - 8. Турсын (?-1812)
              - 8. Султанмурат
                - 9. Контек
                - 9. Бошай
                  - 10. Даулет

          - 6. Ырыс-Мехмет султан 
            - 7. Абдулла Рысвалев?
              - 8. Абулгази IV — правил в Хиве (1790—1802)
              - 8. Сирали-султан
                - 9. Султанвали-султан
                - 9. Талдубай-султан
                  - 10. Джаманка-султан

              - 8. Ишбулат-султан
                - 9. Бердали-султан
                - 9. Мингдали-султан
                - 9. Исали-султан

      - 4. Абуга
        - 5. Ишим-Мухаммад, хан Каракалпаков (начало XVIII века)
        - 5. Дюдюбек
          - 6. Ибрагим

    - 3. Бугай (Абужай)
      - 4. Исмаил
        - 5. Алмалы
          - 6. Юрматы би
            - 7. Юрмий би
              - 8. Гали би
                - 9. Алеем Аккучкар

    - 3. Тевка

  - 2. Кубей-Мурат
  - 2. Канчувар
  - 2. Асмнак